# Уїздецька сільська рада (Здолбунівський район)
Уїздецька сільська́ ра́да — колишній орган місцевого самоврядування у Здолбунівському районі Рівненської області. Адміністративний центр — село Уїздці.

## Загальні відомості
- Уїздецька сільська рада утворена в 1940 році.
- Територія ради: 36,158 км²
- Населення ради: 1 962 особи (станом на 2001 рік)
- Територією ради протікає річка Піщанка.

## Населені пункти
Сільській раді підпорядковані населені пункти:
- с. Уїздці
- с. Коршів
- с. Кунин

## Склад ради
Рада складається з 16 депутатів та голови.
- Голова ради: Стернійчук Олександр Миколайович
- Секретар ради: Рудик Оксана Василівна

### Керівний склад попередніх скликань
| Прізвище, ім'я, по батькові      | Основні відомості                                                         | Дата обрання | Дата звільнення |
| -------------------------------- | ------------------------------------------------------------------------- | ------------ | --------------- |
| Стернійчук Олександр Миколайович | Сільський голова, 1961 року народження, член Народної партії              | 26.03.2006   | 31.10.2010      |
| Стернійчук Олександр Миколайович | Сільський голова, 1957 року народження, освіта вища, член Народної партії | 31.10.2010   |                 |

Примітка: таблиця складена за даними сайту Верховної Ради України

## Населення
Згідно з переписом УРСР 1989 року чисельність наявного населення села становила 2134 особи, з яких 984 чоловіки та 1150 жінок.
За переписом населення України 2001 року в селі мешкали 1944 особи.

### Мова
Розподіл населення за рідною мовою за даними перепису 2001 року:
| Мова       | Відсоток |
| ---------- | -------- |
| українська | 99,29 %  |
| російська  | 0,51 %   |
| білоруська | 0,10 %   |
| молдовська | 0,05 %   |